# Giảng viên

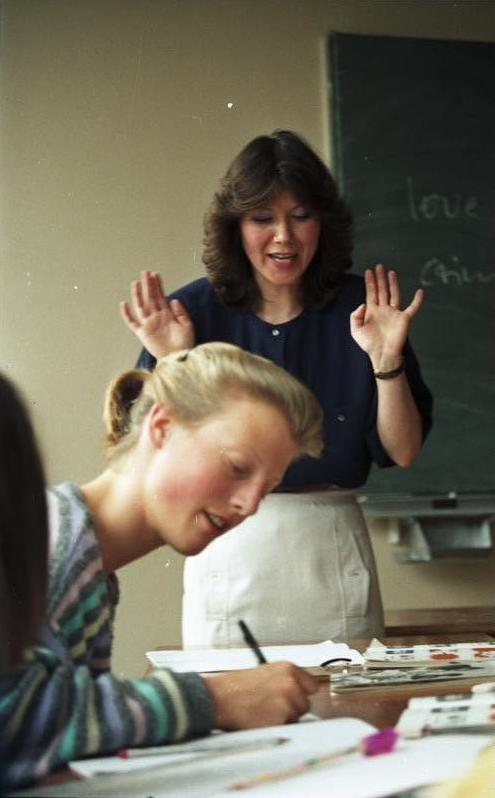
Giảng viên

Giảng viên là công chức chuyên môn đảm nhiệm việc giảng dạy và đào tạo ở bậc đại học, cao đẳng thuộc một chuyên ngành đào tạo của trường đại học hoặc cao đẳng. Giảng viên chính là công chức chuyên môn đảm nhiệm vai trò chủ chốt trong giảng dạy và đào tạo ở bậc đại học, cao đẳng và sau đại học, thuộc một chuyên ngành đào tạo của trường đại học, cao đẳng.
Ứng viên dự thi vào ngành Giảng viên chính phải có đủ tiêu chuẩn theo quy định như: Có học vị thạc sĩ,là nhà giáo được tuyển dụng, bổ nhiệm vào ngạch giảng viên (mã số 15.111),hệ số lương 3.66, trực tiếp giảng dạy ở các cơ sở giáo dục ĐH từ đủ chín năm trở lên - tính từ thời điểm được bổ nhiệm vào ngạch giảng viên đến thời điểm hết hạn nộp hồ sơ dự thi;Có đề án hoặc công trình sáng tạo được cấp khoa hoặc trường công nhận và được áp dụng có kết quả trong chuyên môn được hội đồng sơ tuyển của các cơ sở giáo dục ĐH trực tiếp quản lý xét duyệt theo chỉ tiêu được phân bổ và thủ trưởng cơ sở giáo dục ĐH có văn bản cử đi dự thi gửi về hội đồng thi của cơ quan có thẩm quyền tổ chức thi.Hình thức thi nâng ngạch gồm: thi viết (trắc nghiệm và tự luận), thi vấn đáp; đối với môn tin học, ứng viên phải làm bài thi thực hành trên máy tính,môn Ngoại ngữ thi trình độ C hoặc một trong các thứ tiếng Nga, Pháp, Đức, Trung Quốc, gồm các kỹ năng nghe, nói, đọc, viết. Ứng viên là giảng viên ngoại ngữ phải thi ngoại ngữ 2 là một trong bốn thứ tiếng trên không thuộc chuyên môn chính đang giảng dạy.
- Ngạch Giảng viên cao cấp:Là công chức chuyên môn cao nhất đảm nhiệm vai trò chủ trì, tổ chức chỉ đạo và thực hiện giảng dạy và đào tạo ở bậc đại học và sau đại học, chuyên trách giảng dạy về một chuyên ngành đào tạo ở trường đại học.

Ứng viên dự thi vào ngạch này phải có đủ tiêu chuẩn theo quy định như:Có học vị tiến sĩ,là nhà giáo được tuyển dụng, bổ nhiệm vào ngạch phó giáo sư - giảng viên chính (mã số 15.110), đang trực tiếp giảng dạy ở trường ĐH, CĐ từ đủ sáu năm - tính từ ngày có quyết định bổ nhiệm ngạch giảng viên chính hoặc ở chức danh phó giáo sư từ đủ ba năm trở lên - tính từ ngày có quyết định bổ nhiệm phó giáo sư hoặc giảng viên chính - đến thời điểm hết hạn nộp hồ sơ dự thi; có đủ điều kiện về chức trách, hiểu biết và yêu cầu trình độ theo quy định hiện hành về tiêu chuẩn nghiệp vụ của ngạch giảng viên cao cấp;Có tối thiểu 3 đề án hoặc công trình khoa học sáng tạo được Hội đồng khoa học Trường đại học hoặc ngành công nhận và đưa vào áp dụng có hiệu quả được hội đồng sơ tuyển của cơ sở giáo dục ĐH trực tiếp quản lý xét duyệt.Hình thức thi nâng ngạch gồm: thi viết (trắc nghiệm và tự luận), thi vấn đáp; đối với môn tin học, ứng viên phải làm bài thi thực hành trên máy tính,môn Ngoại ngữ thi trình độ C thi tiếng Anh trình độ C của hai ngoại ngữ là tiếng Anh và một trong các thứ tiếng Nga, Pháp, Đức, Trung Quốc, gồm các kỹ năng nghe, nói, đọc, viết. Ứng viên là giảng viên ngoại ngữ phải thi ngoại ngữ 2 là một trong bốn thứ tiếng trên không thuộc chuyên môn chính đang giảng dạy.